# Wario Land 3
Wario Land 3 (ワリオランド3 不思議なオルゴール, Wario Land 3: Fushigina Orugōru) est un jeu vidéo de Nintendo sorti en 2000 sur Game Boy Color. Le jeu est réédité sur la console virtuelle de la Nintendo 3DS le 5 décembre 2012 en Europe, le 2 mai 2012 au Japon, et le 29 août 2013 aux États-Unis.

## Histoire
Un jour, Wario se promenait en avion quand il eut un accident. Son avion s'écrasa sur le sol d'une île inconnue. Blessé, il passa le reste de l'après-midi à parcourir les bois de l'île jusqu'à ce qu'il trébuche sur l'entrée d'une mystérieuse grotte. Wario s'abrite donc à l'intérieur de celle-ci quand il découvrit un objet ressemblant à une boîte à musique qu'il secoua rageusement. Soudain, dans une explosion de fumée, il se retrouva enfermé dans cette même boîte à musique où apparut un fantôme. Ce fantôme lui proposa un marché : retrouver les pouvoirs du fantômes, cachés dans 5 boîtes à musique, en échange d'autant d'or que Wario pourra en porter et de sa libération de l'île étrange.
Le cupide Wario accepta sans hésiter ni réfléchir.

## Système de jeu
Le gameplay de Wario Land 3 est très similaire à son prédécesseur, Wario Land II : Wario reste indestructible, peut avoir plusieurs transformations, parfois nécessaires pour le niveau, à la suite d'attaques ennemies.
Le monde de la boîte à musique est divisé en 4 parties, correspondant aux 4 points cardinaux, Nord, Est, Ouest et Sud qui contiennent chacune plusieurs niveaux.
Chaque niveau contient 4 coffres colorés adéquats à 4 clés de même couleur, grise, rouge, verte et bleue. L'ordre n'est pas fixé bien que certaines parties du jeu doivent être débloquées pour accéder aux coffres suivants. Si le coffre ne peut pas être accessible, Wario doit retourner sur ses pas pour récupérer un nouvel item qui permet de le rendre accessible.
Trouver de nouveaux trésors permet d'accorder à Wario, de nouvelles facultés ou d'ouvrir une voie vers un autre niveau.
Chaque fois que Wario obtient un nouveau trésor, il est transporté vers l'interface du monde de la boîte à musique et le monde passe, alors, du jour à la nuit ou vice versa; ce changement de période de temps permet d'accéder à des endroits inaccessibles l'autre période.
L'argent, limité à 999 pièces, peut être trouvé dans tous les niveaux et est principalement utilisé pour jouer au minigolf, parfois obligatoire pour la suite du jeu.